# Pohár Ženevského autosalonu 1965
Pohár Ženevského autosalonu se konal od 16. – 18. 3. 1965 v Ženevě. Zúčastnila se čtyři mužstva, která se utkala vyřazovacím systémem.

## Výsledky

### Semifinále
Československo -  Spartak Moskva 3:2 (0:1, 2:1, 1:0)
16. března 1965 – Ženeva

Branky Československa: 27. Ivan Grandtner, 31. Petr Janiurek, 54. Jan Havel.

Branky Spartaku Moskva: 2. Alexej Makarov, 34. Valerij Fomenkov. 

Rozhodčí: Marcel Toffel (SUI), Aellen (SUI)
ČSSR: Josef Mikoláš - Rudolf Potsch, František Tikal, Jozef Čapla, Ladislav Šmíd - Stanislav Prýl, Václav Nedomanský, Jiří Holík - Jiří Adamec, Rudolf Šindelář, Jan Havel - Jan Hrbatý, Ivan Grandtner, Petr Janiurek.
Spartak Moskva: Alexander Prochorov - Viktor Blinov, Jurij Borisov, Vladimir Ispolnov, Dmitrij Kitajev - Jevgenij Kobzev, Valerij Kuzmin, Alexej Makarov - Jevgenij Majorov, Georgij Savin, Vjačeslav Staršinov - Valerij Fomenkov, Viktor Jaroslavcev, Alexander Jakušev.

 Winnipeg Maroons -  Servette Ženeva 5:1 (3:0, 0:0, 2:1)
16. března 1965 – Ženeva

### Finále
Československo -  Winnipeg Maroons 5:3 (2:0, 1:1, 2:2)
18. března 1965 – Ženeva

Branky Československa : 17. Rudolf Potsch, 19. Rudolf Potsch, 37. Jiří Holík, 57. Rudolf Potsch, 59. Rudolf Šindelář.

Branky Winnipeg Maroons: 47. Al Johnson, 60. Tommy Marshall, 60. Tommy Marshall.

Vylouční: 3:3 
ČSSR: Josef Mikoláš - Rudolf Potsch, František Tikal, Jan Suchý, Ladislav Šmíd - Stanislav Prýl, Václav Nedomanský, Jiří Holík - Jiří Adamec, Rudolf Šindelář, Jan Havel - Jan Hrbatý, Ivan Grandtner, Petr Janiurek.
Winnipeg Maroons: Don Collins - Terry O'Malley, Bill Johnson, Moore, Tommy Marshall - Gary Aldcorn, Al Johnson, Adolph Kukulowich - John Russell, Reg Abbott, Kanasawich - Gordie Simpson.

### O 3. místo
Spartak Moskva -  Servette Ženeva 6:4 (3:2, 1:1, 2:1)
18. března 1965 – Ženeva